# 川島貴志
川島 貴志（かわしま たかし、1960年8月8日 - ）は、日本の実業家。第一フロンティア生命代表取締役社長を経て、アリアンツ生命保険代表取締役社長。

## 人物・経歴
滋賀県出身。1983年名古屋大学法学部卒業、第一生命保険入社。資産運用を長く担当し、2004年には興銀第一ライフ・アセットマネジメント部長待遇で出向した。2005年第一生命保険人事部長。2009年執行役員人事部長に昇格。2012年常務執行役員人事部長。2013年取締役常務執行役員。2015年取締役専務執行役員DSR経営推進本部長。2016年第一生命ホールディングス取締役専務執行役員DSR経営推進本部長。2017年から第一フロンティア生命代表取締役社長を務め、超低金利が続く中相続対策など高齢化社会のニーズに対応した商品展開を進めた。2020年アリアンツ生命保険代表取締役社長。